# Huỳnh Côn

Phủ phụ chánh triều vua Duy Tân. Từ trái sang phải: Tôn Thất Hân (thượng thư bộ hình), Nguyễn Hữu Bài (thượng thư bộ lại), Huỳnh Côn (thượng thư bộ lễ), Hoàng thân Miên Lịch, Lê Trinh (thượng thư bộ công), Cao Xuân Dục (thượng thư bộ học)

Huỳnh Côn hay Hoàng Côn (chữ Hán: 黃琨; 1850 - 1925), quê ở làng Trung Bính thuộc tổng Võ Xá, phủ Quảng Ninh, nay thuộc xã Bảo Ninh, thành phố Đồng Hới, tỉnh Quảng Bình.

## Tiểu sử
Huỳnh Côn sinh ngày 20 tháng 2 năm 1850 (năm Canh Tuất). Cha của ông là một nhà nho nghèo, đậu tú tài nhưng không chịu làm quan, ở nhà làm thuốc trị bệnh giúp dân. Hồi nhỏ, ông học với cụ, đến năm lên 11 tuổi, cụ mời thầy về dạy riêng. Cùng với ông còn có Nguyễn Phạm Tuân, Trần Khắc Tuấn đều là những người học trò có tiếng học giỏi thời đó. Năm 1867, ông thi hương đậu tú tài. Năm 1868, có ân khoa, ông thi tiếp, đậu cử nhân. Và đến năm Tự Đức thứ 29 (1887) ông thi đậu Phó bảng. Theo cuốn "Các nhà khoa bảng Việt Nam", kỳ thi này lấy 7 người, không có tiến sĩ gồm bốn Tam giáp, ba Phó bảng. Giai thoại kể rằng khi Huỳnh Côn làm bài đáng lẽ phải viết "bệ hạ" (chỉ nhà vua) thì lại viết nhầm thành "hạ bệ". Thời đó kỷ luật trường thi không cho phép tẩy xoá, nhanh trí, ông thêm chữ hạ thành "hạ bệ hạ". Khi chấm thi, không những giúp ông thoát tội khi quân mà còn được đỗ Phó bảng. Nếu không có lỗi trên thì có thể ông đã đỗ đạt cao hơn.
Huỳnh Côn mất ngày 31 tháng 1 năm 1925 (năm Ất Sửu), được nhà vua truy tặng "Thái tử Thiếu bảo Hiệp tá Đại học sĩ". Lời khen ngợi tốt đẹp nhất mà mọi người dành cho ông là "Ông qua đời trong cảnh sống hết sức thanh bạch". Người dân Đồng Hới, Quảng Bình vô cùng mến mộ ông: một quan thanh liêm, một nhà Hán học và một Lương y nhiệt thành tâm huyết. Tên ông được đặt cho một đường phố trung tâm thành phố Đồng Hới.

## Sự nghiệp
Huỳnh Côn học giỏi và tài hoa, nhưng đời làm quan của ông lại nhiều thăng trầm. Từ thời vua Tự Đức đến thời vua Duy Tân, ông kinh qua nhiều bộ, ngành trong triều và trải qua trị nhiệm nhiều địa phương với nhiều chức vụ khác nhau: Từ Tri huyện Nam Xương (Nam Định) đến Án sát tỉnh Phú Yên, rồi ra Phũ Doãn Thừa Thiên, từ Quảng Bình đến Hà Tĩnh, từ Quảng Ngãi đến Khánh Hoà, Bình Thuận rồi lại trở về triều đình. Từ Bộ Lễ đến Bộ Hộ, Bộ Công, Bộ Học rồi ông làm Phụ chánh Thân Thần, làm thầy dạy chữ Hán cho vua Duy Tân, giúp vua Duy Tân in ấn sách vở. Ở cương vị nào, ông cũng tỏ rõ khả năng đảm đương nhiệm vụ, ông cũng rất thanh liêm chính trực. Làm Thượng thư bộ Hộ, ông là người lập ra dự toán ngân sách cho Nam Triều, quy định và giữ giá tiền đồng với bạc thật của Ngân hàng chính phủ Pháp bảo hộ, đề xuất tăng lương cho quan lại Nam Triều. Khi ông làm Thượng thư bộ Lễ nhưng rất giỏi về giáo dục nên triều đình cử ông ra Hà Nội tham gia cải cách giáo dục cho cả nước, lập thêm Bộ Học (tức là bộ Giáo dục) cho Nam Triều. Với chương trình cải cách giáo dục, năm 1902, ông đã đề nghị sử dụng và dạy chữ Quốc ngữ trên phạm vi toàn quốc nhưng phía Pháp không đồng ý.
Trong cuộc khởi nghĩa của vua Duy Tân chống Pháp, dù chưa biết ông Huỳnh Côn có tham gia giữ vai trò gì, nhưng với địa vị là Thượng thư bộ Lễ và Phụ chánh đại thần mà để Vua chống lại người Pháp thì ắt hẳn người Pháp không tin ông. Viên Khâm sứ Châtel (Sa-ten) đã tìm cách hãm hại ông nhưng không đủ chứng cứ để kết tội.

## Tác phẩm
Về sự nghiệp văn chương, Huỳnh Côn để lại rất nhiều câu đối, một tập thơ Nôm là "Hà Nguyên Thi Khảo" và nhiều bài thơ đăng trên báo Nam Phong từ năm 1914 đến năm 1925. Khi còn làm Phụ chánh, ông đã soạn thảo tập "Chiêm Thành Khảo" dùng làm giáo trình giảng văn sách cho vua Duy Tân. Ông đã dày công sưu tầm danh sách khoa bảng trong tỉnh Quảng Bình, soạn thành bộ "Quảng Bình đăng khoa lục" gồm hai tập ghi chép rõ các phàm lệ, điều lệ thi cử, địa điểm khoa thi, ban giám khảo, số người dự thi mỗi khoa, số người trúng tuyển từ năm Gia Long thứ 12 (1813) đến năm Duy Tân thứ 4 (1910). Ngoài việc làm thuốc chữa bệnh, viết sách, câu đối lưu truyền trong dân gian, ông còn mở trường dạy chữ Hán cho những người đam mê Hán học. Khi đã về hưu, ông vẫn rất quan tâm đến việc dạy học chữ Quốc ngữ cho dân. Ông đã viết đề tựa cho cuốn sách "Quảng Bình địa dư tiện đọc", được dùng làm sách dạy cho các trường tiểu học ở Quảng Bình và được viết bằng chữ Quốc ngữ, chỉ trước khi ông mất 22 ngày.

## Gia quyến
Về gia đình, Huỳnh Côn có 5 bà vợ. Trong đó vợ cả của ông là bà Võ Thị Nhiêu, là con gái của Thượng thư Võ Trọng Bình. Nhờ đức thanh liêm của ông mà con cháu ông đều tự lo học hành thành đạt. 
Con của Huỳnh Côn:
- Hoàng Châu Tích, đậu cử nhân, làm Biên tu Quốc sử quán, nổi tiếng về thơ Nôm.

- Hoàng Khắc Thẩm, nguyên Tri huyện Cam Lộ (Quảng Trị) đã hết lòng bảo vệ các tổ chức Việt Minh ở địa phương. Sau Cách mạng tháng 8, ông được mời về Quảng Bình phụ trách xây dựng ngành Tư pháp.
- Huỳnh Kham tốt nghiệp bác sĩ Đại học Y khoa năm 1936(?) (cùng khóa với bác sĩ Tôn Thất Tùng, Trần Duy Hưng) là vị bác sĩ y khoa Tây học đầu tiên ở vùng Đồng Hới, nguyên trưởng khoa Da liễu bệnh viện Bạch Mai, Hà Nội, được tặng danh hiệu "Thầy thuốc ưu tú".

Cháu nội của Huỳnh Côn là Giáo sư Hoàng Tuệ, nguyên Viện trưởng Viện Ngôn ngữ học Việt Nam, và Giáo sư Hoàng Thiếu Sơn, Nhà giáo Nhân dân. 
Chắt đích tôn của Huỳnh Côn là nhà văn Bảo Ninh (tên thật là Hoàng Ấu Phương).